# Swante Brag
Swante Albin Brag, död den 26 juli 1834 i Lund, död den 11 januari 1918 i Jönköping, var en svensk jurist. Han var son till Jonas Brag och svärfar till Johannes Herrlin.
Brag blev student vid Lunds universitet 1853 och avlade examen till rättegångsverken 1856. Han blev vice häradshövding 1862 och var häradshövding i Vartofta och Frökinds domsaga 1880–1904. Brag blev riddare av Nordstjärneorden 1890. Han vilar på Östra kyrkogården i Jönköping.